# Marco Apicella
Marco Apicella (Bolonha, 7 de outubro de 1965) é um ex-automobilista italiano que disputou apenas os metros iniciais do Grande Prêmio da Itália de Fórmula 1, em 1993, pela equipe Jordan. Alguns historiadores creditam a ele a menção ao piloto de menor carreira da história na F1. Além de uma anormal e longa carreira em categorias de acesso e boa participação na F3000 Japonesa.

## Carreira
Iniciou a carreira no kart, e em 1984 estreou profissionalmente no automobilismo ao competir na Fórmula 3 europeia - também disputou a versão italiana da categoria até 1986.
Sua estreia na Fórmula 3000 Internacional foi em 1987, pela equipe EuroVenturini, conquistando um ponto no GP da Bélgica. Este ponto lhe rendeu o 19º lugar na classificação.
Nos anos seguintes, consolidou como um dos principais pilotos da categoria, tendo inclusive a chance de testar um carro da equipe Minardi, sendo este seu primeiro contato com a Fórmula 1. Ainda fez testes com a First Racing, mas o time foi reprovado no crash-test e tirou as chances de Apicella disputar a F1 em 1989.

Apicella em Spa 1989

Em sua primeira passagem pela F-3000, Apicella nunca venceu uma prova da categoria, embora tivesse obtido 10 pódios - foram 6 2ºs lugares como melhor resultado. Ao final de 1991, seguiu para o Japão.

## Fórmula 3000 japonesa
Em 1992, Apicella iniciou uma carreira bem-sucedida na F-3000 japonesa (atual Super Fórmula Japonesa), onde pilotou por duas temporadas. Sua melhor posição no campeonato foi um 4º lugar em 1993, vencendo o GP de Sugo. Disputou o campeonato até 1996, quando ficou 3 anos fora das pistas.

## Fórmula 1
Em 1993, Eddie Jordan trás para a sua equipe Apicella para substituir os baixos desempenhos de Thierry Boutsen, que tinha como função de ser o piloto experiente diante do novato e estreante da temporada Rubens Barrichello, que vinha tirando muito mais do carro que seus companheiros de equipe, pois, além do piloto belga, Ivan Capelli já havia sido retirado do banco de segundo piloto do Jordan 193 no começo da temporada de 1993.
Após a corrida da Bélgica, Apicella na qualidade de piloto pagante pegou a direção do carro #15, sua primeira etapa foi em 'casa', em Monza, na 13ª etapa do calendário de 1993. Na qualificação, largou na 23ª posição (+0.5 segundo atrás de Barrichello (19ª)). Na largada, Apicella se envolveu em um acidente com JJ Lehto da Sauber antes da primeira curva, a Variante del Rettifilo, a sequência do acidente acabou com a colisão de outros três carros que estavam realizando a frenagem para a dita curva.
O piloto italiano concorre ao infeliz recorde de 'menor carreira da história da Fórmula 1', pois o seu carro após o acidente parou em uma distância estimada de 750 á 800m após a largada, e Apicella nunca mais voltou a competir pela Fórmula 1. A disputa é contra o também piloto de uma única oportunidade Ernst Loof, que por coincidência, também em seu país no Grande Prêmio da Alemanha de 1953 realizou sua única largada na F1, consta que seu carro, um Veritas 1953, que já largava na 35º e última posição parou a apenas 2m da largada por um problema na bomba de combustível .
Apicella, chegou a testar um carro da Dome Co. Ltd, equipe japonesa que pretendia disputar a temporada de 1997 da Fórmula 1, mas o desempenho do carro F107 foi reprovado por Apicella, que nunca mais retornou ao cenário da F1 em definitivo, a equipe também não entrou no campeonato do ano.

## Retorno à Fórmula 3000
Em 1999, 8 anos depois de pilotar pela última vez um carro de F-3000, Apicella regressa à categoria para tentar a classificação para o GP da Bélgica, representando a obscura equipe Monaco Motorsport, ocupando a vaga do francês Cyrille Sauvage. Pilotando um carro que não conhecia (Lola-Zytek), o o italiano não teve chances de conquistar uma vaga no grid, então com 26 carros - fora apenas a segunda vez que ele não obteve classificação para uma prova da categoria. Com 54 provas disputadas (52 largadas), é o terceiro piloto que mais competiu na Fórmula 3000, perdendo apenas para Tomáš Enge e o compatriota Fabrizio Gollin, empatados com 58 (o tcheco leva vantagem no número de largadas - 55, contra 48 de Gollin).

## Le Mans e aposentadoria
Apicella disputou cinco edições das 24 Horas de Le Mans, mas em apenas uma oportunidade chegou ao final, em 1995. Abandonou em 1999, 2007 e 2009, e não se classificou em 1999. Até 2009, quando anunciou sua aposentadoria como piloto, disputou o Super GT.

## Links
- Estatísticas de Marco Apicella - DriverDB (em inglês)